# Joseph and his Brethren
Joseph and his Brethren (HWV 59, deutsch: Joseph und seine Brüder), oder nur Joseph, ist ein Oratorium in drei Teilen von Georg Friedrich Händel (Musik) mit einem Libretto von James Miller. Die Musik wurde im Sommer 1743 geschrieben und am 2. März 1744 unter Händels Leitung im Theatre Royal, Covent Garden in London uraufgeführt.

## Entstehung
In der jährlich wiederkehrende Subskriptions-Konzertreihe in der Fastenzeit wollte Händel in der nächsten Spielzeit, 1744, ein geistliches und ein weltliches Oratorium aufführen. Es sollten zwölf Konzerte im schon für die laufende Saison gemieteten Covent Garden Theatre werden. Doch zunächst konnte er im Frühjahr 1743 nichts komponieren, da Anfang Mai seine Lähmungserscheinungen im rechten Arm und die geistige Trübung, die er nach seinem Schlaganfall 1737 das erste Mal erlitt, wieder auftraten. Noch im Juni 1743 bescheinigen Freunde Händels seine gesundheitlichen Einschränkungen, so in einem Brief des Anwalts Thomas Harris, einem glühenden Anhänger Händels, an seinen Bruder, den Philosophen James Harris:

“We [Lord Radnor and I] mett Handel lately in the park, whose head does not seem so clear as I could wish it to be.”

„Wir [Lord Radnor und ich] haben Händel kürzlich im Park getroffen, der im Kopf nicht so klar zu sein scheint, wie ich es mir wünschen würde.“

Trotzdem nahm Händel Anfang Juni die Arbeit an der Vorbereitung der neuen Spielzeit wieder auf und begann mit der Komposition des musikalischen Dramas Semele mit einem Stoff aus der griechischen Mythologie, welches er einen Monat später abschloss. Bevor er nun das biblische Oratorium in Angriff nehmen konnte, verbreitete sich in Großbritannien die Nachricht vom Sieg auch der englischen Truppen in der Schlacht bei Dettingen am 27. Juni über die Franzosen. Händel, dem es nun zunehmend besser ging, schrieb aus diesem Anlass noch das Dettinger Te Deum (HWV 283) und das gleichnamige Anthem (HWV 265), welche am 27. November des gleichen Jahres in Gegenwart des Königs und des gesamten Hofstaates im St James’s Palace in London feierlich uraufgeführt wurden.
So konnte Händel mit Joseph and his Brethren wohl erst nach der Fertigstellung des Dettinger Anthems (3. August 1743) beginnen. Über den weiteren zeitlichen Kompositionsverlauf geben seine Angaben im Autograph Nachricht: er notiert am Ende des ersten Teils „London. G. F. Handel ♀ [Freitag] August 26. 1743 völlig geendiget“ und am Ende des zweiten Teils: „Fine della parte 2do ☽ [Montag] September 12. 1743. völlig“. Das Datum der Beendigung des Oratoriums ist nicht bekannt, da die letzte Szene in der Kompositionspartitur fehlt. Das Autograph vom Schlussduett (What’s sweeter, Nr. 43) tauchte erst im 20. Jahrhundert wieder in einer Auktion auf und wird heute in der Morgan Library in New York verwahrt. Das dieses Duett mit dem Schlusschor verbindende Rezitativ ist als Autograph ebenfalls separat überliefert (British Library, London) und da schreibt Händel am Ende: „segue il Coro alleluja we will rejoice“ und „Fine dell oratio [sic]“. Den gerade für das Dettinger Anthem komponierten Chor Alleluia. We will rejoice in thy salvation (hier Nr. 44), welchen er schon am 26. September mit der Chapel Royal für die Aufführung des Anthems am Tag darauf probte, hatte er also am Ende der Partitur des Oratoriums gar nicht mehr ausgeschrieben. Ein paar Tage zuvor wird er mit der Komposition des Joseph abgeschlossen haben.
In der Fastenzeit 1744 war also nun zunächst am 10. Februar die Premiere der Semele, bevor drei Wochen später, am 2. März 1744 Joseph and his Brethren uraufgeführt wurde. In dieser sangen
- Joseph – Daniel Sullivan (Altus)

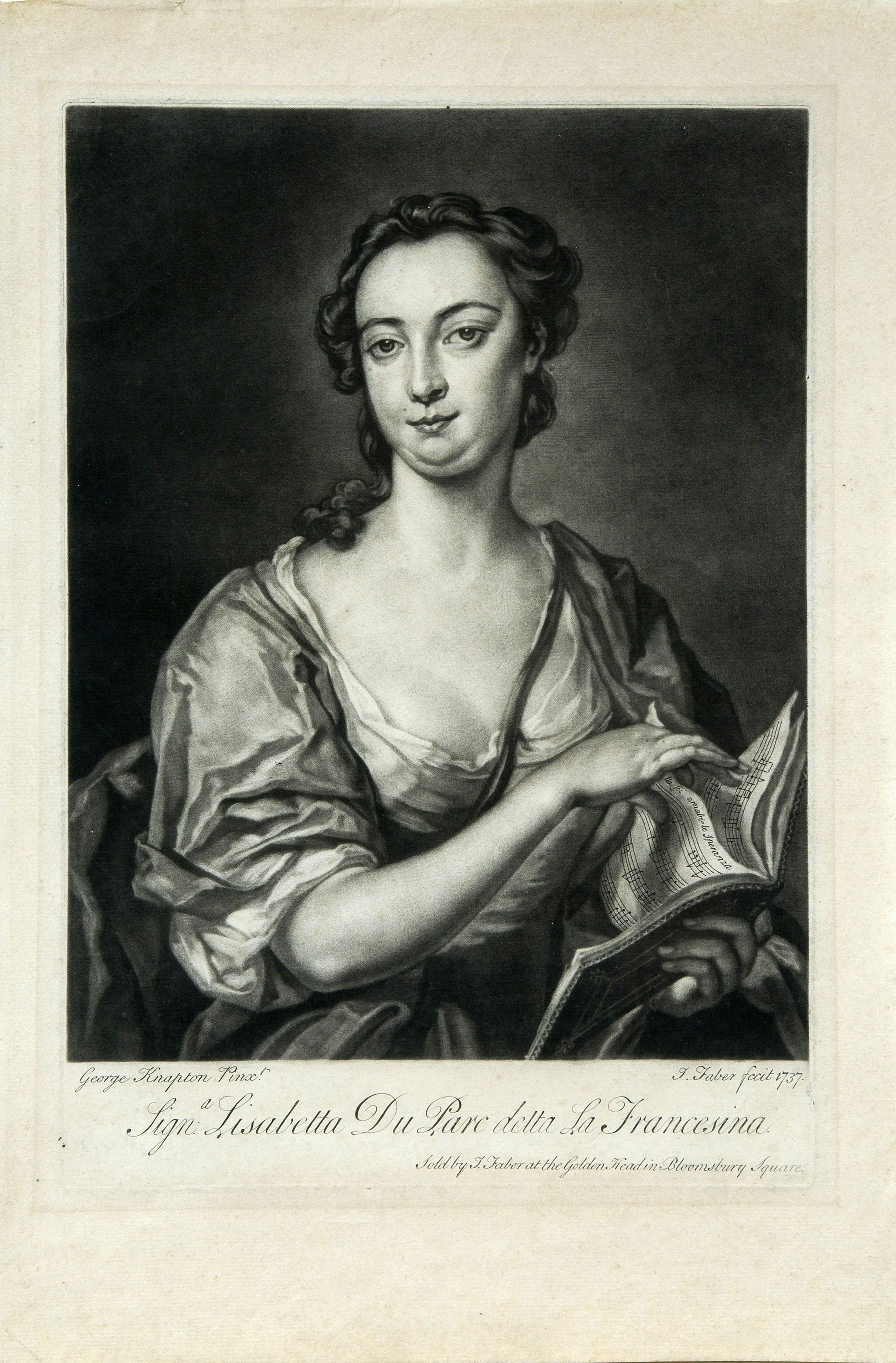
Élisabeth Duparc, detta La Francesina, sang die Asenath in der Uraufführung.

- Asenath – Élisabeth Duparc, genannt „La Francesina“ (Sopran)
- Simeon und Judah – John Beard (Tenor)
- Pharaoh und Reuben – Henry Theodore Reinhold (Bass)
- Phanor – Esther Young (Alt) oder Caterina Galli (Mezzosopran)
- Benjamin – Samuel Champness ? (Knabensopran)
- Potiphera – unbekannt

## Aufführungsgeschichte

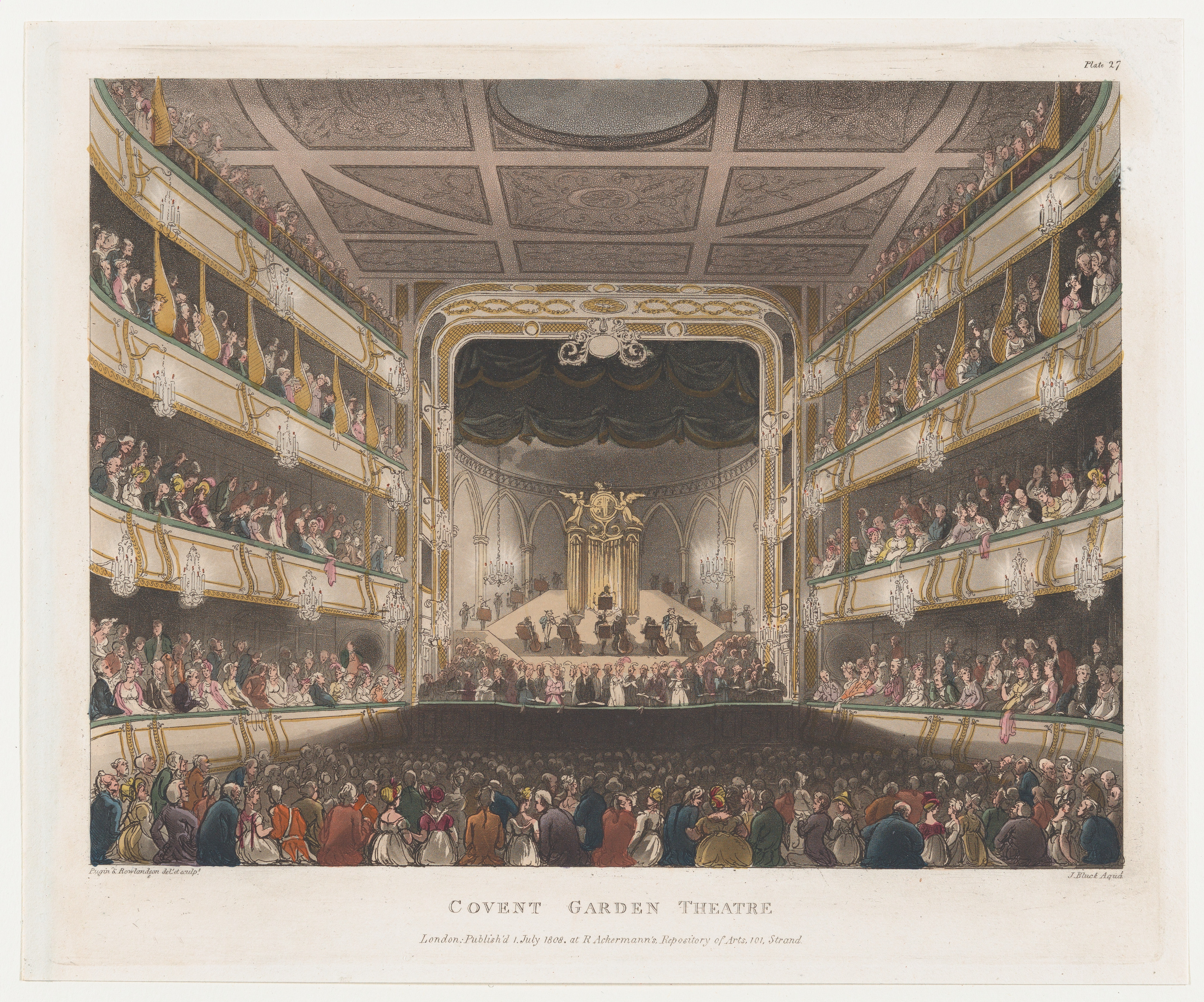
Die Uraufführung fand im königlichen Theater von Covent Garden statt.

Händel führte das Oratorium nach der Premiere neun weitere Male auf, nämlich am 7., 9. und 14. März 1744 im Covent Garden Theatre, in der folgenden Spielzeit am 15. und 22. März 1745, diesmal wieder im King’s Theatre am Haymarket, danach am 20. und 25. März 1747 (Covent Garden). Für das Jahr 1751 hatte Händel ebenfalls eine Vorstellung vorgesehen, die er aber wegen der Staatstrauer nach dem Tod von Frederick, Prinz von Wales, absagen musste. Am 28. Februar 1755 und am 9. März 1757 war Joseph wieder im Covent Garden Theatre zu hören. Diese Aufführungen werden von seiner „rechten Hand“ Johann Christoph Schmidt dem Jüngeren geleitet worden sein, da er schon erblindet war. Schmidt setzte sich auch nach Händels Tod für das Oratorium ein und führte es gelegentlich noch in London auf.
Der Komponist John Stanley dirigierte Joseph 1768 im Theater seiner Erstaufführung, während die Konzerte von 1772 und 1780 im Drury Lane Theatre stattfanden. 1788 wurde in den Tottenham Street Rooms im Londoner Norden im Rahmen der traditionellen „Concerts of Ancient Music“ eine Mischfassung aus Joseph and his Brethren und Israel in Egypt gespielt. In dieser Aufführung sang die berühmte Sopranistin  Gertrud Elisabeth Mara.
Im selben Jahr konnte man das Oratorium in Sheffield hören. Danach versank es völlig in Vergessenheit.
Im 19. Jahrhundert wurde das Werk kaum aufgeführt. Ein Strohfeuer gab es, als sich die Berliner Singakademie im Zusammenhang mit ihrer Händel-Pflege des Stückes annahm: Carl Friedrich Rungenhagen führte Joseph und seine Brüder im Jahr 1836 in der deutschen Übersetzung von Ernst Wilhelm Kalisch und einer ziemlich zusammengestrichenen und neu instrumentierten Fassung auf. In den Jahren 1837, 1841 und 1847 gab es Wiederaufnahmen dieser Produktion.
Am 3. April 1837 erklang Joseph in Namiest in Mähren beim Grafen Heinrich Wilhelm von Haugwitz, der selbst Geige spielte und den Künsten zugetan war. Er ließ allein in jenem Jahr zehn verschiedene große Werke Händels aufführen und initiierte bis zu seinem Tod 1842 ein reges Musikleben in seinem Schloss.
Auch im 20. Jahrhundert gab es bei den Konzertveranstaltern eine große Zurückhaltung dem Stück gegenüber. Wenige Aufführungen waren in den Jahren 1910, 1913 und 1921 in Händels Geburtsstadt mit der Singakademie Halle, 1929 in Heidelberg, 1930 während des Kirchenmusik-Kongresses wieder in Halle (Saale). Selbst bei den einschlägigen Händelfestspielen hatte das Stück einen schweren Stand: 1969 kam es als „biblisches Oratorium“ in der deutschen Übersetzung von Georg Gottfried Gervinus während der Händel-Festspiele in Göttingen unter Günther Weißenborn zur Aufführung.
1983 wurde es wohl erstmals wieder in der Originalfassung von 1744 während des „London Handel Festival“ aufgeführt, ebenso bei den im gleichen Jahr stattfindenden Händel-Festspielen in Halle. In jüngerer Zeit lief Joseph nach über 40 Jahren wieder am 17. Mai 2013 in der Göttinger Stadthalle beim dortigen Händelfest, mit dem FestspielOrchester Göttingen unter der Leitung von Laurence Cummings und dem NDR Chor. Im Musiktheater Linz gab es im Juni 2018 eine Produktion im Rahmen der Reihe „Oper am Klavier“ mit Lesungen aus Thomas Manns vierteiligem Roman Joseph und seine Brüder.
Die erste szenische Aufführung des Oratoriums fand am 5. März 2020 in der Michaeliskirche Kaltenkirchen, als Produktion der Christuskirche Altona mit der Regie von Rahel Thiel und unter der musikalischen Leitung von Daniel Zimmermann statt. Im Kammermusiksaal der Berliner Philharmonie wurde Joseph am 15. Januar 2023 mit dem Berliner Figuralchor, Berlin Baroque und Gerhard Oppelt (Leitung) aufgeführt. Insgesamt gesehen gehört es auch heutzutage zu den seltener gespielten Oratorien Händels.

## Libretto
Reverend James Miller (1706–1744) hatte in Oxford anglikanische Theologie studiert und war zur Entstehungszeit des Joseph Pfarrer im Weiler Up Cerne in der Grafschaft Dorset. Neben einigen religiösen Schriften und einem Band mit seinen Predigten veröffentlichte er insbesondere in den 1730er Jahren unter Pseudonym Komödien und Lustspiele für die Londoner Bühnen und war bekannt für seine intelligenten Parodien und seinen ironischen Humor. Das sind nicht unbedingt zwingende Voraussetzungen, für das Schreiben eines Oratorienlibrettos prädestiniert zu sein. Und in der Tat fand Millers viel umstrittenes Libretto seinen Ursprung bei anderen. Er verwendete als Vorlage für den zweiten und dritten Teil die „Azione sacra da cantarsi“ Giuseppe von Apostolo Zeno, welche von Antonio Caldara 1722 vertont und in Wien uraufgeführt worden war. Diese wiederum ging auf die fünfaktige französische Schauspiel-Tragödie Joseph vom Abt Charles-Claude Genest (1711) zurück, die von Miller nahezu wörtlich übersetzt wurde. Die Vorgänge vom Besuch der Brüder Josephs in Ägypten, sowie der folgenden Aussöhnung und Wiedervereinigung der Familie mögen in ein paar Tagen geschehen sein, was jedoch bei Genest fehlt, ist die Deutung der Träume des Pharaohs durch Joseph, seine Wandlung vom Gefangenen zum Hofbeamten, sogar zum zweiten Mann im Staate Ägypten, sowie seine Werbung um Asenath und die Vermählung beider. Dieses musste Miller nun in einem ersten Teil behandeln, welcher seine Neudichtung ist und einige Jahre vor dem zweiten und dritten Teil spielt. Außerdem genügte das Textbuch so auch den formalen Anforderungen der Dreiteiligkeit eines englischen Oratoriums.
Die biblische Geschichte von Joseph, einem der zwölf leiblichen Söhne des dritten Erzvaters der Israeliten, Jakob, und der Konflikt zwischen den Brüdern, wie sie im Buch Genesis (Gen 38–45) erzählt wird, enthält eigentlich alle Zutaten für spannendes Theater: Eifersucht, Gewalt, sexuelle Übergriffe, Betrug, Gefangenschaft, Verwechslungen, Täuschung und einen exotischen Schauplatz. Aber die Geschichte ist viel zu komplex, um sie an einem einzigen Abend erzählen zu können. Womit das Problem von Millers Textbuch schon umrissen und eine mögliche Erklärung für die geringe Beachtung, die diese großartige Oratorienmusik bislang fand, geliefert ist. Miller war also gezwungen, für das Verständnis wichtige Geschehnisse, wie etwa die Hintergründe der Handlung zwischen dem ersten und zweiten Teil, wegzulassen. Die Geschehnisse werden im Libretto selbst nicht ausreichend erläutert. Natürlich gab es im damaligen Publikum eine andere Präsenz des Themas als bei heutiger Hörerschaft, denn in der englischen Literatur des 18. Jahrhunderts war Josephs Geschichte durchaus bekannt, sodass Miller eine gewisse Vertrautheit mit dem biblischen Stoff voraussetzen konnte. Zudem gab er im Textbuch der Uraufführung mit einem ausführlichen sogenannten Advertisement (Vorbemerkung) dem Publikum die benötigten Hintergrund-Informationen an die Hand.

## Handlung

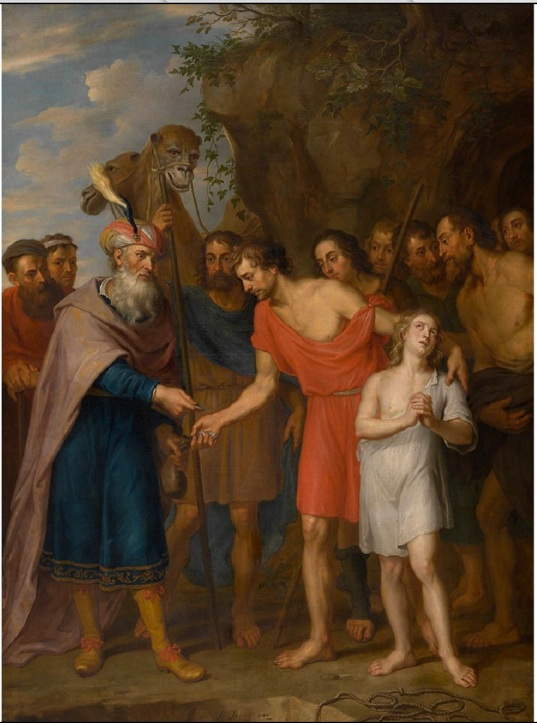
Balthasar Beschey – Josephs Brüder verkaufen ihn als Sklaven,
Balthasar Beschey, Antwerpen 1744

Joseph wurde von seinen elf Brüdern versklavt und nach Ägypten verkauft. Seinem Vater erzählten die Brüder, Joseph sei von einem Raubtier getötet worden. In Ägypten wurde Joseph von seinem Herrn Potifar zunächst gut behandelt, aber später aus Eifersucht verklagt und ins Gefängnis geworfen. Anschließend wurde er wegen seiner erfolgreichen Traumdeutungen, durch die er das Land vor einer Hungersnot rettete, vom Pharaoh zum Statthalter ernannt und nahm milde Vergeltung an seinen Brüdern.

### Erster Teil
Nach der Ouvertüre beklagt Joseph sein Schicksal im ägyptischen Gefängnis. Phanor, sein früherer Kerkergenosse und jetziger Diener Pharaohs besucht ihn. Einige Jahre zuvor hatte Joseph ihm einen Traum richtig gedeutet. Phanor hatte Pharaoh davon erzählt und kommt jetzt in dessen Auftrag, um Joseph um die Deutung eines Traumes Pharaohs zu bitten. Joseph wird aus dem Gefängnis entlassen und zu Pharaoh gebracht. Er deutet den Traum von den sieben satten und den sieben mageren Kühen als eine Prophezeiung für sieben erntereiche Jahre und sieben Jahre mit Hungersnöten. Er rät Pharaoh, während der ersten Jahre ausreichend Vorräte anzulegen und dafür einen weisen Mann einzustellen. Pharaoh ist beeindruckt, ernennt Joseph zum Statthalter und verleiht ihm den nicht eindeutig zu übersetzenden Ehrentitel Zaphnath-Paaneah. Joseph wird im weiteren Verlauf des Oratoriums entsprechend Zaphnath genannt.
Inzwischen hat sich Asenath, die Tochter des Hohepriesters Potiphera, in Joseph verliebt. Ihre Gefühle werden von Joseph erwidert, und er hält erfolgreich bei ihrem Vater und Pharaoh um ihre Hand an. Der erste Teil endet mit der Hochzeit und einem Parademarsch.

### Zwischenhandlung vor dem zweiten Teil
Die Geschehnisse zwischen dem ersten und dem zweiten Teil werden im Oratorium nicht erzählt. Das Land hat genug Vorräte für die sieben Hungerjahre gesammelt und wird von Fremden besucht, die dort Korn kaufen möchten. Darunter befinden sich auch Josephs Brüder, die ihn nach all den Jahren nicht mehr erkennen. Joseph dagegen hat sie sehr wohl erkannt. Um seine Vergeltung durchzuführen, beschuldigt er sie der Spionage und befiehlt, den nicht mitgereisten jüngsten Bruder Benjamin zu ihm zu bringen. Simeon, ein anderer Bruder, soll in der Zwischenzeit als Geisel bei ihm bleiben.

### Zweiter Teil
Ein Jahr später bejubeln die Ägypter Joseph, der die Hungersnot entschärft hat. Auch Phanor und Asenath stimmen ein und loben zusätzlich seine Bescheidenheit. Sie haben auch bemerkt, dass er über irgendetwas beunruhigt zu sein scheint, und fragen sich nach dem Grund. Im Gefängnis dagegen wartet Simeon immer noch auf die Rückkehr seiner Brüder. Inzwischen bereut er, was sie ihrem Bruder Joseph angetan haben. Joseph lässt ihn zu sich holen. Während er wartet, gedenkt er seiner alten Heimat Hebron und sehnt sich nach seinem Vater Jakob. Als Simeon gebracht wird, wirft er diesem Betrug vor, weil seine Brüder noch nicht zurückgekehrt seien. Nach seiner Familie gefragt, erzählt Simeon erneut, dass sein Bruder Joseph von einem Raubtier gefressen worden sei. Joseph wirft ihm vor, zu lügen. Wegen seiner Fähigkeit weiszusagen, könne Simeon die Wahrheit nicht vor ihm verbergen.
In der nächsten Szene fragt Josephs Frau Asenath ihn nach dem Grund für sein Leiden. Joseph antwortet ausweichend. Das Gespräch wird von Phanor unterbrochen, der die Ankunft seiner Brüder meldet. Auch der jüngste Bruder Benjamin ist dabei. Phanor begrüßt die Brüder und beruhigt sie, dass sie inzwischen für unschuldig befunden worden seien. Dann tritt Joseph hinzu. Die Brüder erkennen ihn immer noch nicht und bitten ihn auch im Namen ihres Vaters um Hilfe für ihr Land. Joseph begrüßt Benjamin besonders herzlich und nennt ihn seinen Sohn. Benjamin ist darüber erstaunt. Er bemerkt auch die Ähnlichkeit zwischen Joseph und ihrem Vater Jakob. Joseph lädt die Brüder zum gemeinsamen Essen ein. Der zweite Teil endet mit einem Gebet der Brüder.

### Zwischenhandlung vor dem dritten Teil
Die Geschehnisse vor Beginn des dritten Teiles werden im Libretto des Oratoriums wieder nicht direkt berichtet. Joseph hat einen silbernen Kelch im Gepäck Benjamins verstecken lassen. Die Brüder werden unmittelbar nach ihrer Abreise von seinen Leuten festgenommen und des Diebstahls bezichtigt.

### Dritter Teil

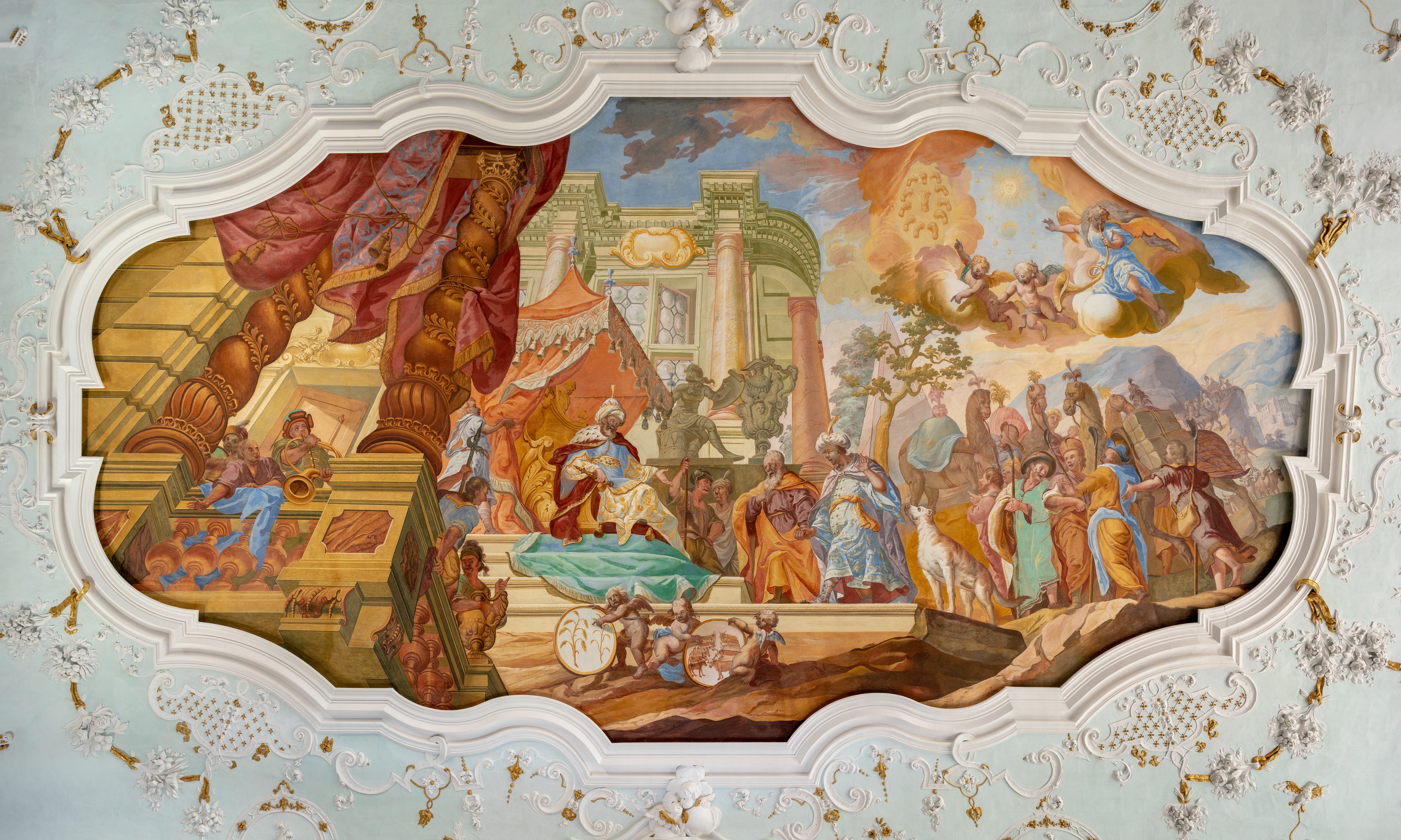
Joseph führt seinen Vater Jakob dem Pharao vor,
von Johann Adam Remele, Bronnbach 1724/25.

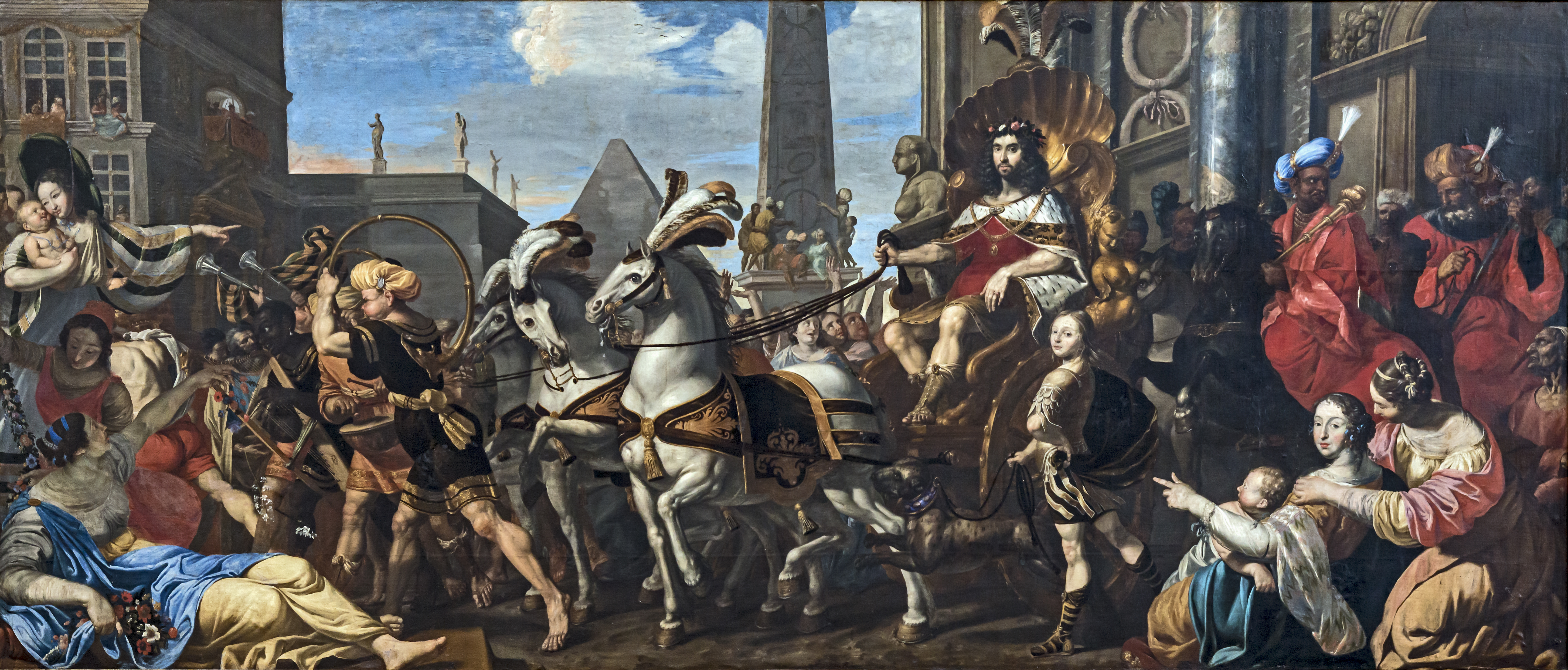
Der Triumph Josephs,
von Joseph Hilaire-Pader (Toulouse 1657)

Asenath und Phanor unterhalten sich über die Undankbarkeit der Fremden, welche die Großzügigkeit Josephs mit einem Diebstahl gedankt haben. Joseph kommt hinzu und wird von ihnen erneut nach dem Grund seiner Traurigkeit befragt. Asenath vermutet, dass er vielleicht eifersüchtig sein könnte und versichert ihm, dass es dazu keinen Anlass gibt. Joseph verneint das jedoch. Der wahre Grund sei seine Sorge über die Auswirkungen der Hungersnot auf seinen Vater und seine Familie. Trotz all seiner Macht könne er die Vorräte Ägyptens nicht nach Belieben verteilen. Asenath bietet an, persönlich beim König dafür zu bitten, dass seine Familie nach Ägypten ziehen kann. Da bringt Phanor Josephs in Ketten gelegte Brüder und wirft ihnen den Diebstahl des heiligen Pokals vor. Dieser wird zwischen Josephs Abschiedsgeschenken in Benjamins Sack gefunden. Trotz aller Unschuldsbeteuerungen wird Benjamin festgenommen und ins Gefängnis geworfen. Die Brüder bitten weiter bei Joseph um Gnade und Mitleid. Simeon bietet schließlich an, die Strafe Benjamins selbst auf sich zu nehmen, um ihrem Vater nicht die Nachricht vom Tode Benjamins zumuten zu müssen. Von diesem Zusammenhalt ist Joseph schließlich so sehr beeindruckt, dass er sich seinen Brüdern zu erkennen gibt. Sie haben seine Probe bestanden und sind nicht auch an Benjamin zu Verrätern geworden. Nachdem alles verziehen ist, kommt Asenath und bringt eine Nachricht von Pharaoh: Josephs Vater und seine Familie dürfen sich in Ägypten ansiedeln. Das Oratorium endet mit einem Liebesduett von Asenath und Joseph und einem „Alleluia“-Chor.

## Musik

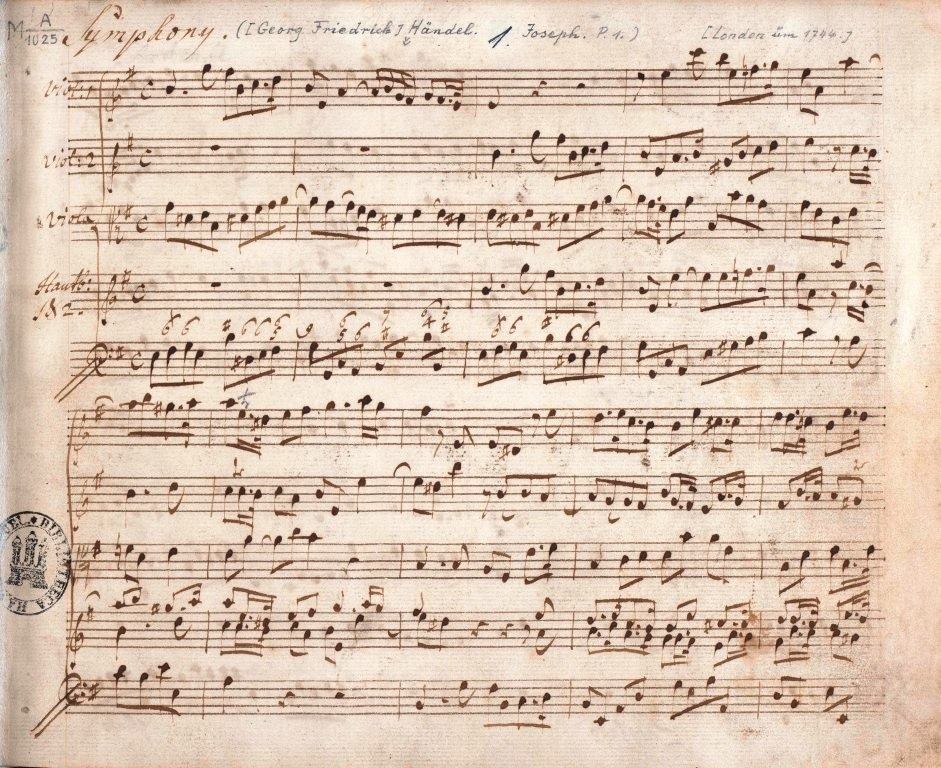
Beginn der Ouvertüre, Direktionspartitur 1744

Die Ouvertüre, hier nicht ohne Grund mit „Symphony“ überschrieben, denn es gibt diesmal nicht die majestätische Eröffnung einer französischen Ouvertüre, besteht aus vier Sätzen. Sie startet mit ungewöhnlich düsterem Klang in zwei langsamen Teilen, bevor eine ernste Fuge und ein melancholisches Menuett folgen und das Ganze in e-Moll endet und so, nicht nur tonartlich, direkt in die eröffnende Gefängnisszene führt.
Händel zeigt seine ganze Gestaltungskraft besonders in Szenen, in denen sich die handelnden Personen in emotionalen Tiefen oder Höhen befinden, wozu gleich die erste Gefängnisszene gehört: Joseph beklagt sein Schicksal: Be firm, my soul! nor faint beneath (Nr. 1). Im A-Teil verdeutlichen die vielen Unterbrechungen resp. Pausen und die schwankenden Schleifer in den Streichern sein Spannungsfeld zwischen Hoffnung und Schmerz. Hervorzuheben ist, dass Händel hier keinen klassischen B-Teil schreibt, stattdessen aber ein Accompagnato-Monolog But wherefore thus? (Nr. 2) einfügt.
Josephs Rolle verhält sich auch musikalisch synchron zu seinem sozialen Status innerhalb der Geschichte: so beginnt er bescheiden, erduldend, kontemplativ. Die für eine Titelrolle zu erwartende Kühnheit, Virtuosität und Heldenhaftigkeit entsteht erst im Laufe des Stückes mit seinem Aufstieg, bei dem er jedoch niemals seine Volksverbundenheit verliert, wie er in The peasant tastes the sweets of life (Nr. 23) offenbart. Hier sinniert er über das anspruchslose Glück der einfachen Leute im Siciliano, einem beschwingten Hirtenstück. Selbst in The people’s favour, and the smiles of pow’r (Nr. 34), was seine virtuoseste Arie ist, behält er die Bodenhaftung und bleibt volksverbunden. In der Uraufführung sang der Countertenor Daniel Sullivan die Partie, welchen die Händel-Freundin Mary Delany so beschrieb:

“Sullivan, who is to sing Joseph, is a block with a very fine voice.”

„Sullivan, der den Joseph singen wird, ist ein Klotz mit einer sehr schönen Stimme.“

Schillernder ist zweifelsfrei die Figur der Asenath. Bei ihrem ersten Auftritt gerät sie für den gerade im Rang aufgestiegenen Joseph ins Schwärmen: O lovely youth, with wisdom crown’d (Nr. 7), bevor sie in: I feel a spreading flame within my veins (Nr. 9), der ersten Bravourarie des Oratoriums, mit ihren virtuosen Koloraturen ein vokales Feuerwerk für Joseph zündet. Ihre Liebeswerbung dauert nur kurz Zeit und Joseph verliert keine Zeit, beim Pharaoh um ihre Hand anzuhalten. Nach der Zustimmung des Pharaoh mündet die gegenseitige Bewunderung in ein herrliches Liebesduett (Celestial virgin! Godlike youth, Nr. 10) mit ineinander verschlungenen Gesangslinien und es folgt sofort die Hochzeit. Der Marsch dafür (Nr. 11) ist überschrieben mit A March with Trump., Kettle Drums & ca during the Procession. und ist kurioserweise mit dem Dead March aus Samson (dort Nr. 53a) nahezu identisch. Mit den Hochzeitsfeierlichkeiten, einer virtuosen Arie des Pharaoh (Since the race of time begun, Nr. 14) und zwei Gratulations- bzw. Jubelchören, schließt der erste Teil.

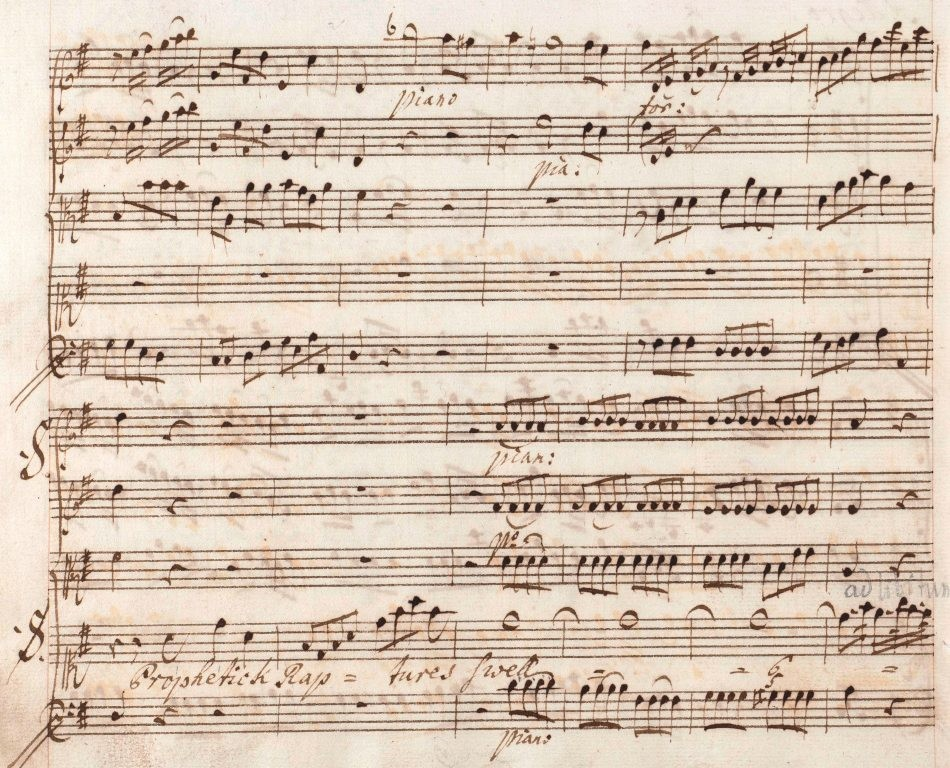
Prophetic raptures (Nr. 35), Direktionspartitur 1744

Asenaths erste Arie im zweiten Teil (Our fruits, whilst yet in blossom, die, Nr. 17) ist im A-Teil eine klagende Beschreibung der Hungersnot und steht im Kontrast zum Allegro im B-Teil, in welchem sie stolz Josephs Verdienste bei der Überwindung dieser Notzeit hervorhebt. Ihre Arie Prophetic raptures swell my breast (Nr. 35) ist ein musikalischer Höhepunkt in der Partitur, welche auch sehr gern separat in Operngalas gesungen wird und innerhalb des Stückes sicherlich Asenaths glanzvollster Moment ist. Nach dem Vorspiel setzt sie allein mit einem gebrochenen Dreiklang ein, welcher in ein dreitaktigen Halteton auf dem Wort swell mündet, der demzufolge zwingend nach einem „Messa di voce“ verlangt. Es folgt ein ungewöhnlich langes „ad libitum“ in der Art einer an- und abschwellenden freien Koloratur ohne Begleitung. Asenaths selbstbewusste Begeisterung steht jedoch im Kontrast zu Josephs Bedenken, dass es für die Israeliten kein gutes Ende nehmen könnte, wenn er sie nach Ägypten führt.
Simeons Rolle ist zwar klein, dennoch ist er aber eine sehr wirkungsvoll gezeichnete Figur. Als Geisel eingekerkert, bis die Brüder mit Benjamin zurückkehren, sinniert er über seine Schuld beim einstmaligen Verkauf Josephs in die Sklaverei und drückt seine Reue in einer dramatischen Szene mit quälenden Kontrasten aus. In dieser Gefängnisszene, die wie schon Josephs vergleichbare Szene am Beginn des Stückes mit Unisono-Figuren der Streicher beginnt, welche die Verlorenheit des Kerkers illustrieren, ist Simeon nicht so erduldend, wie Joseph zuvor, sondern er begehrt auf: Im Accompagnato Where are these Brethren (Nr. 20) ist Simeon zwischen Verzweiflung und Anklage, was direkt in das wütende Arioso Remorse, confusion, horror, fear (Nr. 21) mündet.
Der jüngste Bruder, Benjamin, wurde in der Uraufführung von einem Knabensopran gesungen. Händel gibt ihm zarte Melodien, die seine Jugend und Unschuld hervorheben. Besonders bewegend ist Oh, pity! / Ah! I must not hear (Nr. 37), ein Duett, in dem Benjamin und Joseph niemals zusammen, ja nicht einmal einander zugewandt agieren: während Benjamin von seinem Mitleid für seinen Vater singt, bringt der unerkannte Joseph seine Qualen in Seitenbemerkungen zum Ausdruck.
Die insgesamt zehn Chöre haben, anders als noch zuletzt im Samson, keine so tragende Rolle, denn die Völker (Ägypter und Hebräer) greifen kaum in die Handlung ein. Der einzige Chor der Brüder des Joseph (Thus one, with ev’ry virtue crown’d, Nr. 27) ist nicht als Ensemble (Quartett) der vier in dem Oratorium auftretenden Brüder Josephs zu verstehen. Einerseits erlauben das die Stimmlagen nicht (Sopran, 2 Tenöre, Bass), zum anderen gab es schon in der Uraufführung eine Doppelbesetzung (Simeon/Judah) durch Händels Lieblingstenor John Beard, die das verhinderte. Die Chöre der Hebräer sind sehr feierlich und homophoner als sonst bei Händel üblich. Besonders eindrucksvoll ist das in den beiden, die chromatische Fuge („Thou know’st our wants before our pray’r“) einrahmenden Sätzen im Schlusschor des zweiten Teils: O God, who in thy heav’nly hand (Nr. 30). Der Text ist aus Psalm 31: HERR, auf dich traue ich, lass mich nimmermehr zuschanden werden, welches zugleich die Schlussworte des anglikanischen Te Deums sind. Als Schlusschor des Oratoriums, einer kompakten Doppelfuge, verwendete Händel das Alleluia seines kurz zuvor komponierten Dettinger Anthem (HWV 265): Alleluia. We will rejoice in thy salvation (Nr. 44).
Händel nutzte nicht in dem Maße wie sonst Anleihen an der Musik anderer Komponisten, aber er griff für Joseph Motive aus Alessandro Stradellas Serenata Qual prodigio und aus Francesco Gasparinis Oper Il Bajazet auf.
Außer der ursprünglichen Partitur sind vier weitere Fassungen von 1744, 1747, 1751 und 1757 mit jeweils geringen Abweichungen überliefert, die sich vor allem durch die Stimmlage einzelner Partien unterscheiden und als Anpassungen an die neue Sängerbesetzung zu verstehen sind.

## Orchester
Zwei Traversflöten, zwei Oboen, Fagott, drei Trompeten, Pauken, Streicher (Violinen I–III, Bratschen, Violoncelli, Kontrabass) und Basso continuo (Violoncello, Laute, Cembalo, Orgel).

## Struktur des Oratoriums
Symphony (Andante – Larghetto – Allegro – Menuet). (2 Ob, Str, BC)

### Erster Teil
| Scene I   | 1. Air. Joseph (Str, BC) Be firm, my soul! nor faint beneath                      |
|           | 2. Accompagnato. Joseph (Str, BC) But wherefore thus?                             |
|           | 1. Air da capo. Joseph (Str, BC) Be firm, my soul! nor faint beneath              |
| Scene II  | Recitative. Phanor, Joseph Joseph, thy fame has reach’d great Pharaoh’s ear       |
|           | 3. Air. Joseph (Str, BC) Come, divine inspirer, come                              |
|           | Recitative. Phanor, Joseph Pardon, that I so long forgot thee, Joseph!            |
|           | 4a. Air. Phanor (2 Vl, BC) Ingratitude’s the queen of crimes                      |
| Scene III | Recitative. Pharaoh, Joseph Thus, stranger, I have laid my troubled thoughts      |
|           | 5. Chorus of Egyptians. (2 Ob, Str, BC) O god of Joseph, gracious shed thy spirit |
|           | 6a. Accompagnato. Joseph (2 Ob, Str, BC) Pharaoh, thy dreams are one              |
|           | Recitative. Pharaoh, Joseph Divine interpreter! What oracle                       |
|           | 7. Air. Asenath (Str, BC) O lovely youth, with wisdom crown’d                     |
|           | Recitative. Pharaoh Wear, worthy man, this Royal signet wear                      |
|           | 8. Chorus. (2 Ob, Str, BC) Joyful sounds, melodious strains!                      |
| Scene IV  | Recitative. Asenath Whence this unwonted ardour in my breast?                     |
|           | 9. Air. Asenath (2 Vl, BC) I feel a spreading flame within my veins               |
|           | Recitative. Joseph Fair Asenath, I’ve asked thee of thy father                    |
| Scene V   | Recitative. Pharaoh, Potiphera, Joseph Zaphnath, I grant thy suit                 |
|           | 10. Duet. Joseph, Asenath (2 Fl, 2 Vl, BC) Celestial virgin! Godlike youth        |
|           | Recitative. Pharaoh Now, Potiphera, instant to the temple                         |
|           | 11. March. (2 Ob, 2 Trp, Pk, Str, BC)                                             |
| Scene VI  | Recitative. Potiphera ’Tis done, the sacred Knot is tied                          |
|           | 13. Chorus. (2 Ob, Str, BC) Immortal pleasures crown this pair.                   |
|           | Recitative. Pharaoh Glorious and happy is thy lot                                 |
|           | 14. Air. Pharaoh (2 Ob, Fg, Trp, Str, BC) Since the race of time begun            |
|           | 15. Chorus. (2 Ob, 2 Trp, Pk, Str, Org, BC) Swift our numbers, swiftly roll       |

### Zweiter Teil
| Scene I   | 16. Chorus of Egyptians. (2 Ob, Str, BC) Hail, thou youth, by Heav’n belov’d!        |
|           | Recitative. Phanor, Asenath How vast a theme has Egypt for applause!                 |
|           | 17. Air. Asenath (Str, BC) Our fruits, whilst yet in blossom, die                    |
|           | Recitative. Phanor He’s Egypt’s common parent                                        |
|           | 18. Chorus. (2 Ob, 2 Trp, Pk, Str, Org, BC) Blest be the man by pow’r unstain’d      |
|           | Recitative. Asenath, Phanor Phanor, we mention not this highest glory!               |
|           | 19. Air. Asenath (2 Vl, BC) Together, lovely innocents, grow up                      |
|           | Recitative. Asenath He then is silent, then again exclaims                           |
| Scene II  | 20. Accompagnato. Simeon (Str, BC) Where are these Brethren?                         |
|           | 21. Arioso. Simeon (Str, BC) Remorse, confusion, horror, fear                        |
| Scene III | Recitative. Phanor, Joseph This Hebrew prisoner                                      |
|           | 22. Accompagnato. Joseph (Str, BC) Ye departed hours                                 |
|           | 23. Air. Joseph (Str, BC) The peasant tastes the sweets of life                      |
|           | Recitative. Joseph But Simeon comes                                                  |
| Scene IV  | Recitative. Simeon, Joseph I tremble at his presence!                                |
|           | 24. Air. Simeon (Ob, Fg, Str, BC) Impostor! Ah! my foul offence                      |
|           | Recitative. Joseph, Asenath Whence, Asenath, this grief that hangs upon thee         |
|           | 25. Air. Asenath (2 Vl, BC) The silver stream, that all it’s way                     |
|           | Recitative. Asenath, Joseph Tell me, o tell me thy heart’s malady                    |
| Scene VI  | Recitative. Phanor, Judah Fear not, peace be unto you                                |
|           | 26. Air. Judah (2 Vl, BC) To keep afar from all offence                              |
|           | 27. Chorus of the Brethren. (2 Ob, Str, Org, BC) Thus one, with ev’ry virtue crown’d |
|           | Recitative. Reuben Once more, o pious Zaphnath                                       |
|           | 28. Accompagnato. Judah (Str, BC) Our reverend Sire intreats thee to accept          |
|           | Recitative. Benjamin, Joseph, Judah This kiss, my gracious lord                      |
|           | 29. Arioso. Benjamin (Str, BC) Thou deign’st to call thy servant son                 |
|           | Recitative. Joseph, Benjamin, Reuben, Judah Sweet innocence! Divine simplicity!      |
|           | 30. Chorus. (2 Ob, Str, Org, BC) O God, who in thy heav’nly hand                     |

### Dritter Teil
|           | 31. Symphony. (Str, BC)                                                                    |
| Scene I   | Recitative. Asenath, Phanor What say’st thou, Phanor?                                      |
|           | 32a. Air. Phanor (2 Vl, BC) The wanton favours of the great                                |
| Scene II  | Recitative. Asenath, Joseph Whence so disturb’d, my Lord?                                  |
|           | 33. Air. Asenath (2 Vl, BC) Ah Jealousy, thou pelican                                      |
|           | Recitative. Joseph, Asenath O wrong me not!                                                |
|           | 34. Air. Joseph (2 Vl, BC) The people’s favour, and the smiles of pow’r                    |
|           | Recitative. Asenath Art thou not Zaphnath?                                                 |
|           | 35. Air. Asenath (Str, BC) Prophetic raptures swell my breast                              |
|           | Recitative. Joseph They come, and indignation in their looks                               |
| Scene III | Recitative. Simeon, Phanor, Joseph Whence this vile treatment!                             |
| Scene IV  | Recitative. Phanor, Joseph, Benjamin At length the cup is found                            |
|           | 36a. Accompagnato. Benjamin (2 Vl, Vla, Vc) What! without me? Ah, how return in peace!     |
|           | 37. Duet. Benjamin, Joseph (Str, BC) Oh, pity! / Ah! I must not hear                       |
|           | Recitative. Joseph, Simeon, Reuben To prison with him!                                     |
|           | 38. Accompagnato. Simeon, Reuben (Str, BC) The man who flies the wretched                  |
|           | Recitative. Reuben What counsel can we take?                                               |
|           | 39. Arioso. Simeon (Str, BC) O gracious God, we merit well this scourge                    |
|           | 40. Chorus. (2 Ob, Str, Org, BC) Eternal monarch of the sky                                |
|           | Recitative. Simeon But peace, Zaphnath returns                                             |
| Scene V   | Recitative. Joseph, Simeon, Judah How not departed? Ye insolent                            |
|           | 41. Arioso. Simeon (Str, BC) Thou had’st, my lord, a father once                           |
|           | Recitative. Simeon Give, give him up the lad                                               |
|           | 42. Accompagnato. Simeon (Str, BC) Lay all on me, imprisonment chains                      |
|           | Recitative. Joseph I can no longer – Phanor                                                |
|           | Recitative. Benjamin, Simeon, Judah, Reuben, Joseph Joseph! O Heav’n! wretched we!         |
| Scene VI  | Recitative. Asenath, Joseph Whilst the Nile and Memphis, to him                            |
|           | 43a. Duet. Asenath, Joseph (Str, BC) What’s sweeter than the new-blown rose                |
|           | Recitative. Joseph With songs of ardent gratitude and praise                               |
|           | 44. Chorus. (2 Ob, Fg, 3 Trp, Pk, Str, Org, BC) Alleluia. We will rejoice in thy salvation |

## Erfolg und Kritik
So erfolglos, wie es in der Literatur, besonders der des 20. Jahrhunderts, erscheint, war Joseph and his Brethren nicht, ist es doch zu Händels Lebzeiten insgesamt zehnmal aufgeführt worden. Mehr Aufführungen können nur Samson, Judas Maccabaeus und der Messiah vorweisen. Vom Erfolg am Beginn berichtet auch der Earl of Egmont Viscount Percival, der über Jahre fast alle Aufführungen Händels besuchte und darüber Notizen in seinem Tagebuch machte. Am 1. März 1744 besuchte er die Generalprobe und schwärmte:

“In the evening, I went to Mr. Hendel’s Oratorio called “Joseph in Egypt,” an inimitable composition.”

„Am Abend besuchte ich Herrn Händels Oratorium mit dem Titel ‚Joseph in Egypt‘ [sic!]: eine einzigartige Komposition.“

Es gefiel ihm so, dass er auch die zweite Vorstellung am 7. März besuchte. Nach der dritten Vorstellung am 9. März schrieb auch Händels Freundin Mary Delany in einem Brief an ihre Schwester:

“The oratorios fill very well, notwithstanding the spite of the opera party: nine of the twelve are over. Joseph is to be performed (I hope) once more, […]”

„Die Oratorien sind trotz der Feindseligkeiten der Opernfreunde [der Opera of the Nobility] sehr gut besucht: Neun der zwölf [Vorstellungen] sind bereits vorbei. Joseph wird (hoffentlich) noch einmal aufgeführt werden.“

Die Malerin Delany, die schon seit ihrem zehnten Lebensjahr eine glühende Anhängerin Händels war, bekam ihren Wunsch nach einer Wiederaufführung am 14. März erfüllt und zeigte ihre große Vorliebe für Joseph, indem sie Händel bat, am 3. April anlässlich eines Abendessens über Themen des Oratoriums zu improvisieren:

“To-day I shall have a treat […] Handel, my brother, and Donnellan dine here, and we are to be entertained with Handel’s playing over Joseph to us. […]”

„Heute werde ich etwas ganz Besonderes erleben. Händel, mein Bruder [Bernard Granville] und [Anne] Donnellan werden hier zu Abend essen, und wir werden mit Händels Darbietung über Joseph unterhalten werden.“

Dagegen waren insbesondere Musikwissenschaftler des 20. Jahrhunderts deutlich negativ in der Bewertung des Stückes. Winton Dean hielt das Werk für misslungen, wenngleich er diese Kritik mehr auf das Libretto als auf Händels Musik beziehen wollte:

“Of all the oratorios Deborah and Joseph come nearest to complete failure, […] The failure can be traced to the Reverend James Miller’s libretto; and the fact that Miller clearly intended the work to be dramatic in emphasis (he is liberal with stage directions, many of them visual) throws into relief those qualities that inspired and inhibited Handel at the height of his powers.”

„Von allen Oratorien sind Deborah und Joseph am ehesten als völliger Misserfolg zu bezeichnen. Dieser lässt sich auf das Libretto von Reverend James Miller zurückführen, und die Tatsache, dass Miller das Werk eindeutig dramatisch betonen wollte, hebt jene Eigenschaften hervor, die Händel auf dem Höhepunkt seiner Schaffenskraft inspirierten und hemmten.“

Der US-amerikanisch-ungarische Musikwissenschaftler Paul Henry Lang urteilte gar:

“[…] Joseph and his Brethren […] affords one of the saddest examples of how a poor libretto can completely hobble the creative powers of a genius. Joseph is a frightful concoction of the worst sanctimonious trash ever wished on a composer. The story is lacking not only in continuity and coherence but even in the most elementary meaning. If plot and construction are wretched and senseless, the “poetry” is even more so. Handel was not moved by Asenath, the heroine, and when such a thing happens a work is doomed. […] Even though Joseph and his Brethren contains a few very fine numbers, notably some great choral pieces, we must regard it as a complete failure.”

„Joseph and his Brethren liefert eines der traurigen Beispiele dafür, wie völlig ein schlechtes Textbuch die schöpferischen Fähigkeiten eines Genies lähmen kann. Joseph ist ein schreckliches Gebräu aus übelstem frommem Kitsch. Der Fabel fehlt es nicht nur an Folgerichtigkeit und Zusammenhang, sondern auch an jeglichem Sinn. Wenn schon Handlung und Aufbau schlecht und sinnlos sind, so ist es die ‚poetische‘ Aufmachung noch mehr. Händel erwärmte sich nicht für Asenath, die Heldin, und in einem solchen Fall konnte aus dem Stück nichts werden. Obwohl Joseph und seine Brüder ein paar sehr schöne Nummern enthält, besonders einige bedeutende Chöre, müssen wir es doch als völligen Mißgriff betrachten.“

Diese Ansicht wird aber von anderen Wissenschaftlern nicht geteilt:

„Dem Chor fällt in diesem vorzugsweise idyllischen Werk keine entscheidende Rolle zu. Um so reicher und wertvoller sind die Soli.“

„Händel hat zwar seinem »Joseph« den Untertitel »a sacred drama« mitgegeben, doch verschaffte er seiner Schöpfung durch auffallende Heranziehung von Sologesängen unter bewußter Zurückdrängung des chorischen Anteils eine Sonderstellung, wie sie der intimeren Atmosphäre um Joseph entspricht. Wir können demgemäß das Werk als »Idyllen-Oratorium« bezeichnen, beachtlicherweise die einzige Idylle unter Händels »biblischen Oratorien«. […] Leider rechnet Händels »Joseph« zu den weniger bekannten Oratorien des Meisters. […] eine praktische Neuausgabe [würde es] ermöglichen, […] dem Werke in der Öffentlichkeit denjenigen Platz [zuzuweisen], welchen es mit Fug und Recht ob seiner außerordentlichen musikalischen Werte beanspruchen darf!“

„[…] Joseph and his Brethren […] ein Oratorium, das gewiß nicht zu Händels stärksten, aber auf jeden Fall zu seinen lieblichsten Werken gehört.“

## Diskografie
- Hyperion 67171/73 (1996): James Bowman (Joseph), Yvonne Kenny (Asenath), Catherine Denley (Phanor, Potiphera), Michael George (Pharaoh, Reuben), Connor Borrowes (Benjamin), John Mark Ainsley (Simeon, Judah)
The Choir of New College, Oxford, The Choir of The King’s Consort, The King’s Consort; Dir. Robert King. (163 min)
- Philharmonia Baroque PBP11 (2019): Diana Moore (Joseph), Sherezade Panthaki (Asenath), Abigail Levis (Phanor, Potiphera), Philip Cutlip (Pharaoh, Reuben), Gabrielle Haigh (Benjamin), Nicholas Phan (Simeon, Judah)
Philharmonia Baroque Orchestra & Chorale; Dir. Nicholas McGegan. (176 min)